# Elpistostegalia
Die Elpistostegalia (= Panderichthyida) sind eine Gruppe der Fleischflosser (Sarcopterygii). Der Begriff ist traditionell für fischartige Vertreter des späten Devons in Gebrauch, schließt aber, nach neuerer Auffassung, auch die Landwirbeltiere (Tetrapoda) mit ein.

## Merkmale

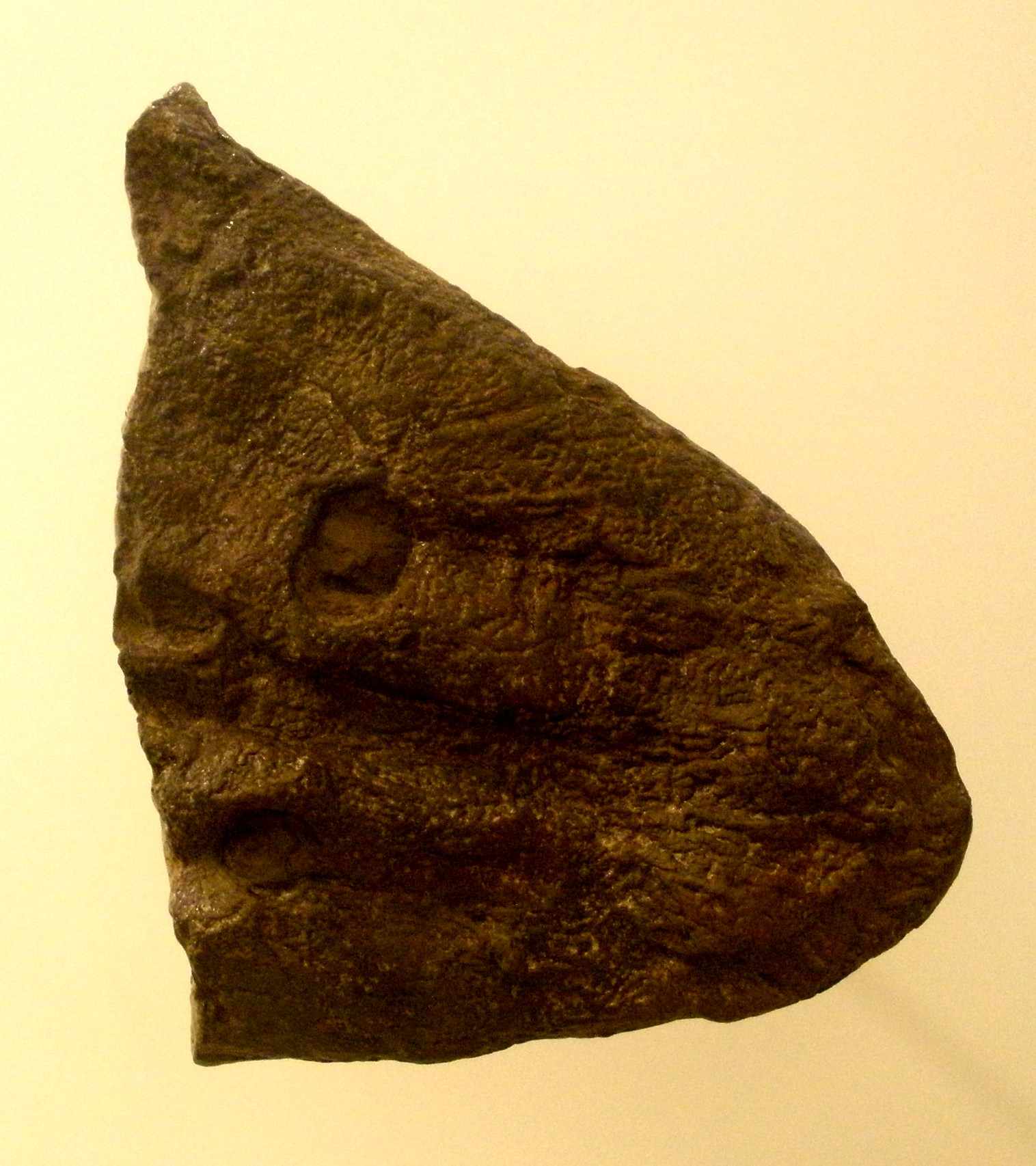
Schädelfragment von Elpistostege watsoni

Schädel und Bezahnung der fischartigen Elpistostegalier ähneln denen der frühesten Landwirbeltiere (z. B. Acanthostega, Ichthyostega). Der Schädel ist flach, in Draufsicht parabelförmig und relativ groß. Er macht fast ein Viertel der gesamten Körperlänge aus. Die Augenöffnungen (Orbita) liegen weit oben auf dem Schädel nahe an der Mittelnaht. Der Hinterrand des Schädeldaches weist den für viele frühe Landwirbeltiere typischen Ohrschlitz auf. Dieser dürfte zwar eine Funktion für den Gehörapparat gehabt haben, jedoch spannte er, angesichts der massiv ausgebildeten Columella (Stapes), sehr wahrscheinlich bei keinem der Vertreter, die den Übergang vom Fisch zu Landwirbeltier repräsentieren, jemals ein Trommelfell auf. Die Zahnkronen zeichnen sich im Querschnitt durch komplex gefaltete Dentinstrukturen aus, was aber in ähnlicher Weise auch bei vielen fischartigen Muskelflossern sowie frühen Landwirbeltieren (Labyrinthodontier) auftritt.
Das dorsale Schädeldach der fischartigen Elpistostegalier weist drei große paarige Knochen auf: Frontale, Parietale und Postparietale. Bei allen anderen Knochenfischen tritt kein paariges Frontale auf. Die vorderste Partie des dorsalen Schädeldachs ist hingegen, wie bei ursprünglicheren Vertretern (z. B. den Tristichopteriden), aus einer Vielzahl kleinerer Knochenelemente (Postrostralia, Nasalia) zusammengesetzt. Ein großes paariges Nasale tritt erst bei den frühesten Landwirbeltieren auf.

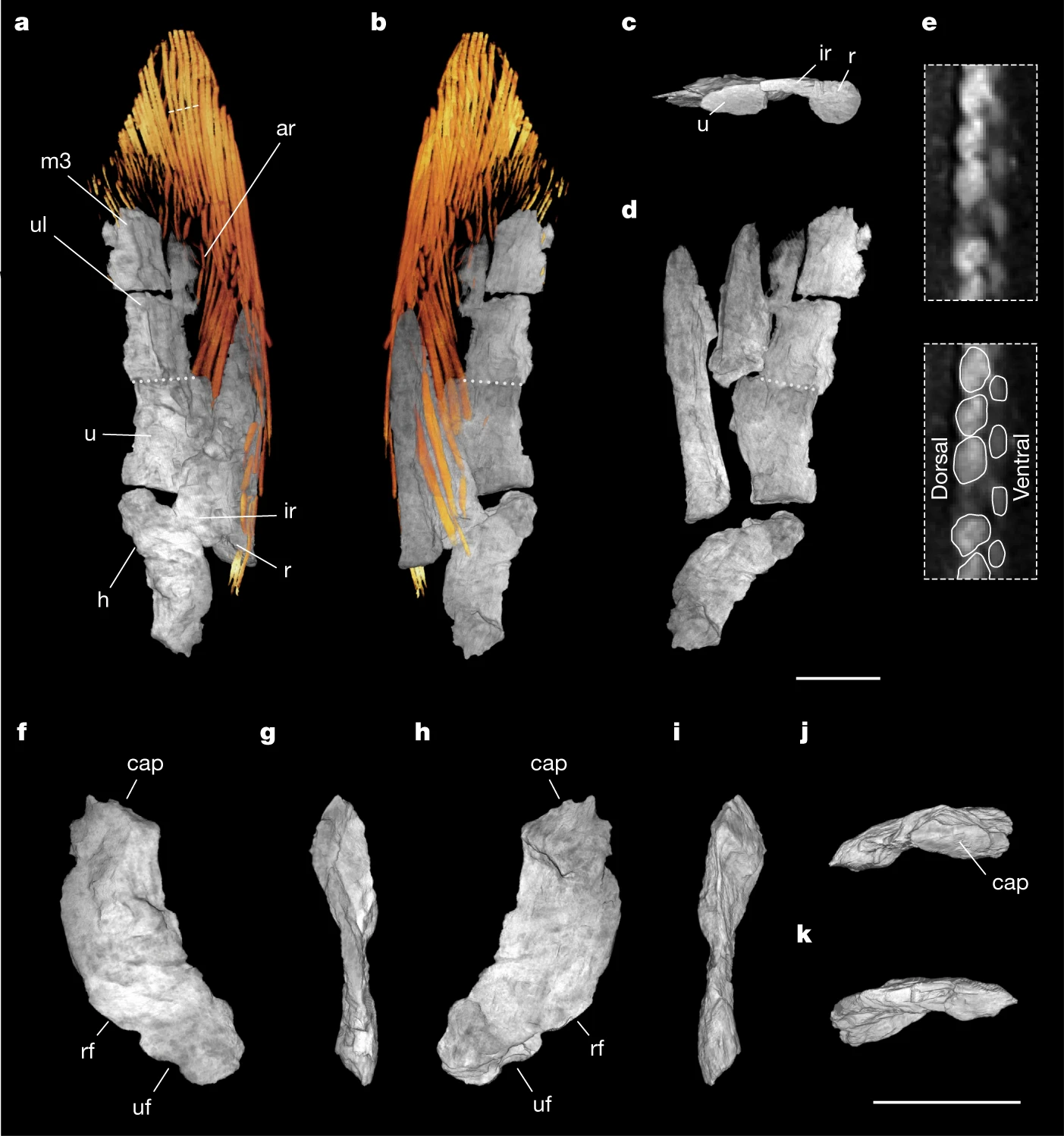
µCT-Scan des Brustflossenskeletts von Qikiqtania walkeri (a–e: distaler Abschnitt, f–k: Humerus) mit farblicher Hervorhebung der dermalen Flossenstrahlen

Eine weitere Besonderheit der frühen Elpistostegalier und einer der wichtigsten Hinweise auf eine sehr enge Verwandtschaft mit den Landwirbeltieren ist das Fehlen der unpaaren Flossen (Rücken- und Afterflosse), sowie das offenbar unverknöcherte Kiemendeckelskelett, durch das keine knöcherne Verbindung mehr zwischen dem übrigen Schädel und dem Schultergürtel besteht. Die Elemente des Flossenbasisskeletts der Brustflossen, Humerus, Ulna und Radius (homolog dem Oberarmknochen bzw. den Unterarmknochen Elle und Speiche des Menschen), sind weitgehend verknöchert. Die Brustflossen sind länger als die Bauchflossen, und der Humerus ist länger als bei allen anderen fischartigen Fleischflossern. Die Schwanzflosse ist diphyzerk. Der Körper ist von rhombischen Knochenschuppen ohne Cosminschicht bedeckt.
Die devonischen Wirbeltiere mit einer Kombination aus typischen Merkmalen früher Landwirbeltiere und typischen Fischmerkmalen werden im Englischen informell auch als „fishapods“ (zusammengesetzt aus fish = „Fisch“ und tetrapod = „Landwirbeltier“) bezeichnet.

## Systematik
In der klassischen Systematik sind die Elpistostegalia bzw. Panderichthyidae eine kleine, rein fossile Gruppe tetrapodenähnlicher Fleischflosser. Carroll (1988) ordnete ihnen drei Gattungen zu:  Panderichthys, Elpistostege und Obruchevichthys. Letztgenannte wurde jedoch später (1995) den Elginerpetontiden, einer kleinen Gruppe früher „echter“ Tetrapoden, zugewiesen.
Kladistische Analysen, in die beide „verbliebenen“ Elpistostegalier-Gattungen einbezogen waren, ließen zudem Zweifel an der Monophylie der Gruppe aufkommen. Während einmal Panderichthys und Elpistostege als Schwestertaxa erschienen, und ihre gemeinsame Klade wiederum die Schwestergruppe der Tetrapoden bildete, war in einer anderen Analyse Elpistostege enger mit den Tetrapoden verwandt als Panderichthys.
Nach der Entdeckung von Tiktaalik, einem durch seine Merkmalskombination klar als Elpistostegalier in traditionellem Sinn ausgewiesenen Vertreter, bestätigte sich die Hypothese von den paraphyletischen Elpistostegaliern. Zwar sind Elpistostege und Tiktaalik Schwestertaxa, ihre gemeinsame Klade ist aber näher mit den Tetrapoden verwandt, als mit Panderichthys. Daher hat sich ein neues Konzept der Gruppe entwickelt, demzufolge die Elpistostegalia als monophyletische, hochdiverse Gruppe definiert sind, die sowohl Panderichthys, Elpistostege und Tiktaalik als auch alle Landwirbeltiere umfasst.
Ein weiterer Elpistostegalier in traditionellem Sinn ist Qikiqtania, dessen Überreste, wie die von Tiktaalik, aus der Fram-Formation (frühes bis mittleres Frasnium) von Ellesmere Island (Kanada) stammen. Die Überreste des Schädels und des Rumpfskelettes von Qikiqtania liefern Hinweise darauf, dass der Rumpf bei dieser Gattung stromlinienförmiger war als bei den anderen Vertretern. Das Fehlen typischer Muskelansatznarben am Flossenskelett zeigt das Fehlen von Muskulatur an, die es erlaubt hätte, den Rumpf auf einem festen Substrat abzustützen, und die dermalen Flossenstrahlen bilden eine relativ große Flossenoberfläche. Alle diese Merkmale legen nahe, dass Qikiqtania eine Entwicklungslinie repräsentiert, die sekundär an eine frei-schwimmende (nektonische) Lebensweise angepasst war, und dass die ökologische Diversität innerhalb der traditionellen Elpistostegalia mithin höher ist als bislang angenommen.